# FaceApp
FaceApp（フェイスアップ）は、 ロシアのWireless Labが開発したiOSおよびAndroid 用のモバイルアプリケーション。 

## 概要
FaceAppは、2017年1月にiOS、2017年2月にAndroidでリリースされた 。顔の印象、メイク、笑顔、髪の色、ヘアスタイル、メガネ、年齢、あごひげを追加するエディターオプションなど、アップロードされた写真を編集する複数のオプションがある。 フィルター、レンズのぼかし、背景、オーバーレイ、タトゥー、ビネットもアプリの一部である。 
本アプリにおける外見上とは異なる性別に見える顔への編集機能は、 LGBTやトランスジェンダーのコミュニティから特に関心を集めており、2021年に入ってからは深夜バラエティ番組などで本アプリが採り上げられて以降、日本でもこの機能を使って加工した写真をSNS上にアップして楽しむユーザーが増えている。 

## 批判

### 課金に関する批判
ダウンロード自体は無料のアプリであるが、試用期間である3日を過ぎると自動的に年額3200円の課金が発生する。課金されないようにするには、試用期間内に解約しなければならないことに批判の声があった。

### 人種差別に関する批判
2017年4月、「HOT」というフィルタが追加された。これは被写体の外見を魅力的にするために、顔の肌の色を白っぽくするものであったが、黒人の肌の色を明るくしてヨーロッパ人のように見せる人種差別的な機能であると非難された。 この機能は、削除される前に「SPARK」に名前が変更された 。創設者兼最高経営責任者のYaroslav Goncharovは「基礎部分のニューラルネットワークにおいて、トレーニングセットの偏りにより生じた不適切な副作用」として説明し 、「完全な修正」が行われていると発表した 。同年8月、FaceAppは「白人」、「黒人」、「アジア人」、「インド人」というフィルタを追加したことで再び非難された。 フィルターは即座に削除された 。 

### 利用規約に関する批判
2019年、FaceAppはユーザーデータのプライバシーに関してメディアとソーシャルメディアの両方で批判を集めた  。懸念事項の中には、FaceAppがユーザーの写真をサーバーに保存しているという疑惑や、利用規約でユーザーの似顔絵や写真を商業目的で使用することを許可しているという疑惑があった。
利用規約の中で懸念があった部分は以下である。 
| FaceAppに対し、お客様はユーザーコンテンツおよび、付随して提供した名前、ユーザー名、肖像を、現存並びに今後開発される全てのメディア形式およびチャンネルで使用、複製、変更、適応、公開、翻訳、派生物の作成、配布、出版を、世界的に永久的、非独占的、非取消、無償で付与することになります。 お客様が本サービス上、また本サービスを通じてユーザーコンテンツを投稿もしくはそのほかの方法で共有する場合、お客様のユーザーコンテンツ並びにユーザー名、位置情報、プロフィール写真などといった関連情報が一般に公開されることを理解するものとします。 ー Terms of Use (08/03/2017) |

なお、上記の規約の該当部分は後に以下のように修正された。
| Subject to this Agreement and the Privacy Policy, you retain all rights in and to your User Content, as between you and FaceApp. Further, FaceApp does not claim ownership of any User Content that you post on or through the Services. You grant FaceApp a nonexclusive, royalty-free, worldwide, fully paid license to use, reproduce, modify, adapt, create derivative works from, distribute, perform and display your User Content during the term of this Agreement solely to provide you with the Services. ー Tearms of Use Agreement December 03, 2019 |

テクノロジー専門家のスティーブ・サマーティノは、FaceAppの顔データベースは、銀行情報などにアクセスできるデータとして使われることにもなりかねないとし、同じくITセキュリティ専門家のアリエル・フューシュテッドも、フェイスブックなどから収集したデータベースと合わせるとさらに事態は悪くなると警告した。
これに対し、同社の創設者であるYaroslav Goncharovは、ユーザーデータとアップロードされた画像はロシアに転送されず、代わりにGoogle Cloud PlatformとAmazon Web Servicesで実行されているサーバーで処理されていると述べた。また、Yaroslav Goncharovは、ユーザーの写真は、複数のフィルターを適用する際、帯域幅を節約するためにサーバーにのみ保存され、アップロードされた直後に削除されていると述べた。
しかし米国上院議員のチャック・シューマーは、「収集されているデータの保護、そして、誰がそのデータにアクセスできるのかをユーザーは知らされているのかということに関して、大きな懸念を抱いている」と表明し、FBIによるアプリの調査を求めた。
この質問に対し連邦捜査局 (FBI) は、「FaceAppのようなロシアで開発されたスマートフォン向けアプリケーションや類似の製品は、その製品が収集するデータ、プライバシーと利用規約に関する方針、ロシア国内のデータへのアクセスを許可するロシア政府が利用できる法的メカニズムに基づいて、防諜活動に対する潜在的な脅威と見なす」と表明した。